# 種男
『種男』（たねお）とは、日本の成人漫画である。作画は間宮聖士。全3巻。全26話。漫画ゴラクネクスター（日本文芸社）平成14年2月号から平成17年2月号において連載された。

## 概要
成人・エロ漫画で出てくる相手の女性も女社長、若妻、政治家、婦警、女優、女将、女医、女教師、妾、会社員（OL）、主婦、義母、クラブのママ、人妻とそれぞれである。中には時代劇の女性もあった。なお、最終第3巻は時代劇特別編が収録されていて、1話4部形態となっている。

## 単行本
- 間宮聖士/作画 『種男』 日本文芸社（ニチブン・コミックス）、全3巻
  1. 2003年3月10日発行 ISBN
  2. 2003年11月10日発行 ISBN
  3. 2005年3月10日発行 ISBN